# Frank Agrama
Frank Agrama, né Farouq Ajrama (arabe : فرنك عجرمة) le 1er janvier 1930 à Alexandrie (Égypte) et mort le 25 avril 2023 à Los Angeles (Californie), est un producteur, réalisateur, scénariste et homme d'affaires égyptien. Il a été soupçonné de collusion avec Silvio Berlusconi dans deux procès très médiatiques dans les années 2010. 

## Biographie
Frank Agrama a obtenu un diplôme en médecine et chirurgie de la faculté de médecine de l'Université Ain Shams en 1954, puis a travaillé comme médecin dans l'armée égyptienne avant de commencer dans les années soixante à étudier le cinéma à l'Université de Californie. Il réalise son premier film El ainab el murr en Égypte en 1965. Ces années-là, il est également installé à Beyrouth au Liban où il travaille dans le théâtre et le cinéma, et réalise notamment le film Les Conquérants en 1966. Il met également en scène plusieurs films iraniens comme L'Homme de Téhéran (fa) en 1966. C'est en 1972, avec déjà une dizaine de films au compteur, qu'il réalise un film turco-italien qui le fera connaître à l'international, le poliziottesco L'Ordre et la Violence. Il réalise ensuite une parodie de King Kong en Angleterre intitulée Queen Kong (1976) ainsi qu'un film de zombies aux États-Unis intitulé L'Aube des zombies (1981).
Fondateur et PDG de la société de production Harmony Gold (it), il est le producteur du film Robotech, le film (1986) et d'autres films d'animation de la série Robotech. Il produit également le feuilleton américano-italo-germano-yougoslave Le Tour du monde en quatre-vingts jours (1989), le téléfilm britannique Sherlock Holmes et la Diva (1992) ou, en collaboration avec Walt Disney Television, le feuilleton américano-italo-suisse Heidi (1993).

### Démêlés judiciaires
En octobre 2012, Frank Agrama est condamné à trois ans de prison par le tribunal de Milan, dans le cadre du procès Mediaset (it), une affaire d'achat et de vente de droits télévisuels dans laquelle Silvio Berlusconi était également impliqué ; la sentence est confirmée en appel en 2013 et devant la Cour de cassation le 1er août 2013. Pour ce fait, Berlusconi a dû effectuer des travaux d'intérêt général en avril 2014. Selon les motivations remontant à l'été 2012 de l'enquête Mediatrade à Rome, Frank Agrama n'était pas (comme le croyaient les procureurs) le « complice occulte » de Silvio Berlusconi. Pour Berlusconi et tous les autres accusés, cette piste a résulté en un non-lieu.
Également impliqué dans le procès Mediatrade-Rti (it), le 22 mai 2014, le procureur De Pasquale a demandé 3 ans et 2 mois de prison pour Pier Silvio Berlusconi, 3 ans et 4 mois pour Fedele Confalonieri (it), 3 ans et 8 mois pour Frank Agrama et d'autres peines pour certains dirigeants du groupe. Avec l'acquittement en première instance le 8 juillet suivant, tous les accusés, y compris Agrama, sont acquittés,. Le 17 mars 2016, la Cour d'appel de Milan a confirmé l'acquittement d'Agrama, alors que les procureurs avaient demandé 3 ans et 8 mois. Le verdict pourrait favoriser le déblocage des 148 millions de dollars saisis chez lui depuis 2005 en Suisse, qui auraient dû couvrir les 2 155 000 euros de frais du procès.

## Filmographie

### Réalisateur
- 1965 : Le Raisin amer (ar) (Al-Enab Al-Morr, العنب المر)
- 1966 : Adieu pauvreté ! (Bazi-e eshgh, وداعًا يا فقر)
- 1966 : Les Conquérants (Al kahirun, القاهرون)
- 1966 : Les Aventures de Filfila (Mughamarat Felfela, مغامرات فلفلة)
- 1966 : L'Homme de Téhéran (fa) (Wadi al mot, وادي الموت)
- 1968 : Le Feu de l'amour (ar) (Nar Al-Hob, نار الحب)
- 1968 : Tempête sur Petra (Asifa ala al Batra, عصابة المهربين)
- 1969 : Le Chemin du péché (ar) (Tariq Al-Khataya, طريق الخطايا)
- 1969 : Bingo ! (Lebat el haz, لعبة الحظ)
- 1969 : Le Gang des femmes (ar) (Essabet el Nissa, عصابة النساء)
- 1972 : L'Ordre et la Violence (L'amico del padrino)
- 1976 : Queen Kong (en)
- 1981 : L'Aube des zombies (Dawn of the Mummy)

### Producteur
- 1971 : Que peut-on faire avec sept femmes ? (it) (Si può fare molto con 7 donne) de Fabio Piccioni
- 1986 : Robotech, le film de Carl Macek et Noboru Ishiguro
- 1989 : Le Tour du monde en quatre-vingts jours de Buzz Kulik
- 1991 : Sherlock Holmes et la Diva (Sherlock Holmes and the Leading Lady) de Peter Sasdy
- 1993 : Heidi de Michael Ray Rhodes